# Жерсон
Жерсон де Оливеира Нунес (порт. Gérson de Oliveira Nunes; Нитерој, 11. јануар 1941), познатији као Жерсон, бивши је бразилски фудбалер.

## Биографија
За репрезентацију Бразила је играо између 1961. и 1972, забележио је 70 наступа и постигао 14 голова. Био је део репрезентације Бразила која је освојила Светско првенство 1970. године у Мексику. Постигао је гол у финалу против Италије, а кариоке су освојиле трећу титулу првака света победом резултатом 4:1.

## Успеси

### Клуб
Фламенго
- Турнир Рио – Сао Пауло: 1961.
- Лига Кариока: 1963.

Ботафого
- Турнир Рио – Сао Пауло: 1964, 1966.
- Куп Бразила: 1968.
- Лига Кариока: 1967, 1968.

Сао Пауло
- Лига Паулиста: 1970, 1971.

### Репрезентација
Бразил
- Светско првенство: 1970. Мексико.

### Индивидуалне
- Најбољи тим Светског првенства: 1970.
- Часопис World Soccer: 100 најбољих фудбалера свих времена[3]
- Бразилски фудбалски музеј — Кућа славних